# Days of Thunder
Days of Thunder är en amerikansk film från 1990 i regi av Tony Scott.

## Handling
Cole Trickle (Tom Cruise) är racerförare i NASCAR-serien.
Efter en olycka på racerbanan där Cole och värste konkurrenten blir skadade börjar Cole bli rädd för att fortsätta köra och på så vis får ersättaren som kör hans bil under rehabiliteringen en chans att ta över. Cole måste då ta sig samman och visa vem som är bäst för att få tillbaka sina sponsorer och en plats i teamet.
Under vistelsen på sjukhuset blir Cole förälskad i sin läkare spelad av Nicole Kidman. Nicole Kidman och Tom Cruise blev efter filmen ett par (sedermera gifta) även i verkligheten

## Rollista (i urval)
| Tom Cruise        | – Cole Trickle       |
| Robert Duvall     | – Harry Hogge        |
| Nicole Kidman     | – Dr. Claire Lewicki |
| Randy Quaid       | – Tim Daland         |
| Cary Elwes        | – Russ Wheeler       |
| Michael Rooker    | – Rowdy Burns        |
| Fred Thompson     | – Big John           |
| John C. Reilly    | – Buck Bretherton    |
| J.C. Quinn        | – Waddell            |
| Don Simpson       | – Aldo Bennedetti    |
| Caroline Williams | – Jennie Burns       |